# Lenzhahn
Lenzhahn ist ein Stadtteil von Idstein im südhessischen Rheingau-Taunus-Kreis.

## Geographie
Lenzhahn liegt, von Wald umgeben, südöstlich der Kernstadt Idstein im Quellgebiet des Seelbachs jenseits der Wasserscheide zwischen Lahn und Main und an der Grenze zwischen dem Hohen Taunus und dem Hintertaunus. Die Gemarkungsfläche beträgt 238 Hektar, davon sind 138 Hektar (58 %) bewaldet.
Durch den Norden der Gemarkung auf der Wasserscheide verlaufen die Reste des Römischen Limes, jenseits dessen die Nachbarorte Dasbach und Heftrich liegen. Der nächstgelegene Römerturm stand kaum einen Kilometer vom heutigen Lenzhahn entfernt. Das Kastell Alteburg liegt zwischen Lenzhahn und Heftrich.
Durch Lenzhahn führt die Landesstraße L 3273 von Oberseelbach nach Heftrich.

## Geschichte

### Ortsgeschichte
Es kann angenommen werden, dass schon in der Zeit der römischen Besatzung der Altenburg (von 85 bis 260 n. Chr.) im Bereich von Lenzhahn Siedlungen entstanden.
Urkundlich zurückverfolgen lässt sich das Bestehen des Ortes mit der Schreibweise Leiza in den Regesten der Grafen von Ziegenhain bis in die Zeit 1223–1227. Im Vertrag zwischen Nassau und Eppstein von 1283 verzichtet letzteres auf jedes Recht in Lenzhahn.
Schon der Ortsname lässt den frühen Siedlungsbeginn erkennen. In der Chronik der Pfarrei Niederseelbach wird er vom Eigennamen Lenzicho und dem Hain abgeleitet und dann dementsprechend Lenzicheshan und dann Lenzhan geschrieben. Eine Namensdeutung für Lenz ist die Jahreszeit der länger werdenden Tage und für hahn die Hecke oder der Weideplatz.
Ende des Dreißigjährigen Krieges werden in den Kirchenbüchern von Niederseelbach und Idstein nur noch die Namen von vier Einwohnern festgestellt. Über die Jahre gelang es, das Dorf wieder zu bevölkern. Im Jahr 1871 zählte Lenzhahn 92 Einwohner.
Hessische Gebietsreform (1970–1977)
Im Zuge der Gebietsreform in Hessen schloss sich die bis dahin selbständige Gemeinde Lenzhahn zum 1. Juli 1972 freiwillig der Stadt Idstein an. Auf diese Stadt war die Gemeinde seit dem Mittelalter orientiert. Für den Stadtteil Lenzhahn wurde, wie für die übrigen Stadtteile von Idstein, ein Ortsbezirk mit Ortsbeirat und Ortsvorsteher nach der Hessischen Gemeindeordnung eingerichtet.

### Verwaltungsgeschichte im Überblick
Die folgende Liste zeigt die Staaten und Verwaltungseinheiten, denen Lenzhahn angehört(e):
- vor 1721: Heiliges Römisches Reich, Grafschaft Nassau-Idstein, Amt Idstein
- ab 1721: Heiliges Römisches Reich, Grafschaft Nassau-Ottweiler, Amt Idstein
- ab 1728: Heiliges Römisches Reich, Fürstentum Nassau-Usingen, Amt Idstein
- 1787: Heiliges Römisches Reich, Fürstentum Nassau-Usingen, Oberamt oder Herrschaft Idstein
- ab 1806: Herzogtum Nassau,[Anm. 2] Amt Idstein
- ab 1815: Herzogtum Nassau, Regierungsbezirk Wiesbaden (Herzogtum Nassau), Amt Idstein
- ab 1849: Herzogtum Nassau, Regierungsbezirk Wiesbaden (Herzogtum Nassau), Kreisamt Langen-Schwalbach[Anm. 3]
- ab 1854: Herzogtum Nassau, Regierungsbezirk Wiesbaden, Justiz- und Verwaltungsamt Idstein
- ab 1866/67: Königreich Preußen,[Anm. 4] Provinz Hessen-Nassau, Regierungsbezirk Wiesbaden, Untertaunuskreis[Anm. 5]
- ab 1871: Deutsches Reich, Königreich Preußen, Provinz Hessen-Nassau, Regierungsbezirk Wiesbaden, Untertaunuskreis
- ab 1918: Deutsches Reich (Weimarer Republik), Freistaat Preußen, Provinz Hessen-Nassau, Regierungsbezirk Wiesbaden, Untertaunuskreis
- ab 1944: Deutsches Reich, Freistaat Preußen, Provinz Nassau, Untertaunuskreis
- ab 1945: Amerikanische Besatzungszone, Groß-Hessen, Regierungsbezirk Wiesbaden, Untertaunuskreis
- ab 1946: Amerikanische Besatzungszone, Land Hessen, Regierungsbezirk Wiesbaden, Untertaunuskreis
- ab 1949: Bundesrepublik Deutschland, Land Hessen, Untertaunuskreis
- ab 1968: Bundesrepublik Deutschland, Regierungsbezirk Darmstadt, Untertaunuskreis
- ab 1971: Bundesrepublik Deutschland, Regierungsbezirk Darmstadt, Untertaunuskreis, Stadt Idstein[Anm. 6]
- ab 1977: Bundesrepublik Deutschland, Regierungsbezirk Darmstadt, Rheingau-Taunus-Kreis, Stadt Idstein

## Bevölkerung

### Einwohnerentwicklung
- 1566: 5 Haushaltungen[1]

| Lenzhahn: Einwohnerzahlen von 1821 bis 2020 | Lenzhahn: Einwohnerzahlen von 1821 bis 2020 | Lenzhahn: Einwohnerzahlen von 1821 bis 2020 | Lenzhahn: Einwohnerzahlen von 1821 bis 2020 | Lenzhahn: Einwohnerzahlen von 1821 bis 2020 |
| --- | ------------------------------------------- | ------------------------------------------- | ------------------------------------------- | ------------------------------------------- |
| Jahr |                                             |                                             |                                             | Einwohner                                   |
| 1821 | 1821                                        |                                             | 72                                          | 72                                          |
| 1834 | 1834                                        |                                             | 77                                          | 77                                          |
| 1840 | 1840                                        |                                             | 76                                          | 76                                          |
| 1846 | 1846                                        |                                             | 84                                          | 84                                          |
| 1852 | 1852                                        |                                             | 72                                          | 72                                          |
| 1858 | 1858                                        |                                             | 68                                          | 68                                          |
| 1864 | 1864                                        |                                             | 93                                          | 93                                          |
| 1871 | 1871                                        |                                             | 82                                          | 82                                          |
| 1875 | 1875                                        |                                             | 80                                          | 80                                          |
| 1885 | 1885                                        |                                             | 77                                          | 77                                          |
| 1895 | 1895                                        |                                             | 68                                          | 68                                          |
| 1905 | 1905                                        |                                             | 65                                          | 65                                          |
| 1910 | 1910                                        |                                             | 81                                          | 81                                          |
| 1925 | 1925                                        |                                             | 81                                          | 81                                          |
| 1939 | 1939                                        |                                             | 62                                          | 62                                          |
| 1946 | 1946                                        |                                             | 113                                         | 113                                         |
| 1950 | 1950                                        |                                             | 109                                         | 109                                         |
| 1956 | 1956                                        |                                             | 74                                          | 74                                          |
| 1961 | 1961                                        |                                             | 76                                          | 76                                          |
| 1967 | 1967                                        |                                             | 73                                          | 73                                          |
| 1970 | 1970                                        |                                             | 83                                          | 83                                          |
| 1980 | 1980                                        |                                             | ?                                           | ?                                           |
| 1990 | 1990                                        |                                             | ?                                           | ?                                           |
| 2000 | 2000                                        |                                             | ?                                           | ?                                           |
| 2011 | 2011                                        |                                             | 234                                         | 234                                         |
| 2014 | 2014                                        |                                             | 254                                         | 254                                         |
| 2020 | 2020                                        |                                             | 229                                         | 229                                         |
| Datenquelle: Historisches Gemeindeverzeichnis für Hessen: Die Bevölkerung der Gemeinden 1834 bis 1967. Wiesbaden: Hessisches Statistisches Landesamt, 1968. Weitere Quellen: LAGIS; Stadt Idstein:; Zensus 2011 |                                             |                                             |                                             |                                             |

### Einwohnerstruktur 2011
Nach den Erhebungen des Zensus 2011 lebten am Stichtag dem 9. Mai 2011 in Lenzhahn 234 Einwohner. Darunter waren 9 (3,8 %) Ausländer.
Nach dem Lebensalter waren 36 Einwohner unter 18 Jahren, 102 zwischen 18 und 49, 66 zwischen 50 und 64 und 33 Einwohner waren älter.
Die Einwohner lebten in 102 Haushalten. Davon waren 30 Singlehaushalte, 30 Paare ohne Kinder und 30 Paare mit Kindern, sowie 9 Alleinerziehende und 3 Wohngemeinschaften. In 24 Haushalten lebten ausschließlich Senioren und in 81 Haushaltungen lebten keine Senioren.

### Historische Religionszugehörigkeit
| • 1895: | 49 evangelische (= 63,64 %), 28 katholischer (= 36,36 %) Einwohner |
| • 1961: | 29 evangelische (= 38,16 %), 47 katholische (= 61,84 %) Einwohner  |

## Ortsvorsteher
Ortsvorsteherin ist Claudia Schnell (seit 2021).